# Endrunde der Deutschen Mannschaftsmeisterschaft im Schach 1962
Die Endrunde der Deutschen Mannschaftsmeisterschaft im Schach 1962 fand vom 16. bis 18. November 1962 in Hannover statt.
Es traten der Eisenbahn-Schachverein Turm Köln, der Hannoversche Schachklub, der Münchener Schachclub von 1836 und der Schachklub Berlin-Zehlendorf im Finale der 16. Westdeutschen Mannschaftsmeisterschaft an. Es wurde ein Rundenturnier ausgetragen. Turnierleiter war Willi Fohl.

## Die vier Vorrunden
Vom 19. bis 21. Oktober 1962 wurden die vier Vorrunden zur Deutschen Mannschaftsmeisterschaft ausgetragen.

### Vorrunde Nordwest
In Bremen konnte sich der SK Berlin-Zehlendorf (14 Brettpunkte) durchsetzen, vor der Düsseldorfer SG (13), der Hamburger SG (10,5) und dem SK Bremen-Ost (10,5).

### Vorrunde Südwest
In Heidelberg gewann der ESV Turm Köln (14 Brettpunkte), vor SK Bamberg 1868 und Heidelberger SK von 1879 (je 12,5 Punkte), sowie Königsspringer Frankfurt (9).

### Vorrunde Südost
Die Vorrunde Südost fand in Stuttgart statt. Es siegte München (18,5 Brettpunkte), vor Stuttgart (14,5), Ludwigshafen (9,5) und Saarlouis (5,5).

### Vorrunde Nordost
Der Hannoversche SK wurde in Hannover Erster, und zwar vor der Berliner SG Eckbauer, der Kieler SG von 1884 und dem Bielefelder SK von 1883.

## Kreuztabelle der Endrunde
| Platz | Verein   | 1   | 2   | 3   | 4   | M-Siege | B-Punkte |
| ----- | -------- | --- | --- | --- | --- | ------- | -------- |
| 1     | München  |     | 4,5 | 7,5 | 5,5 | 3       | 17,5     |
| 2     | Hannover | 3,5 |     | 5,0 | 4,5 | 2       | 13,0     |
| 3     | Berlin   | 0,5 | 3,0 |     | 5,5 | 1       | 9,0      |
| 4     | Köln     | 2,5 | 3,5 | 2,5 |     | 0       | 8,5      |

Die Kölner Mannschaft konnte nur eine Partie gegen München gewinnen. Der vierzehnjährige Benjamin Robert Hübner an Brett 7 war der Sieger. Er konnte nicht nur im Finale alle drei Partien für sich entscheiden, sondern auch in der Heidelberger Vorrunde Südwest. Am Spitzenbrett holten Wolfgang Unzicker, Heinz Lehmann und Richard Czaya je zwei Punkte.

## Die Meistermannschaft
| 1.            | Münchener SC 1836 |
| Schachfiguren | Wolfgang Unzicker, Gerd Rinder, Heinz de Carbonnel, Günter Maier, Müller, Josef Steger, Josef Gerer, Fedor Hermann, Bichlmeier, Otto Thiermann |